# راگبی فلگ آمریکایی
راگبی فلگ آمریکایی (به انگلیسی: American flag rugby) شکلی از انواع راگبی است. این ورزش جزء ورزش‌های بدون تماس می‌باشد. راگبی فلگ آمریکایی در سال ۱۹۹۸ در ایلت نیوجرسی ابداع شد. این ورزش دارای قوانینی تقریباً مشابه از ورزش راگبی تگ می‌باشد.